# Otok, Koroška
Otok ob Vrbskem jezeru (nemško Maria Wörth, krajevno ime, po katerem se Vrbsko jezero v nemščini tudi imenuje - Wörthersee) je občina na zgodovinsko dvojezičnem področju Južne Koroške, v okraju Celovec-dežela. Občina ima 1600 prebivalcev, največje naselje v njej pa je Ribnica (Reifnitz, 569 prebivalcev).  Znana je po svoji idilični lokaciji na južni obali Vrbskega jezera, kjer je glavno naselje občine, Otok (Maria Wörth, ima samo 115 prebivalcev), do leta 1770 dejansko ležalo na otoku na Vrbskem jezeru, po čemer je kraj tudi dobil svoje slovensko ime. Kasneje je bil Otok umetno spojen s celino.

## Geografija

### Zemljepisna lega
Naselje Otok leži danes na polotoku ob južnem bregu Vrbskega jezera, približno 14 kilometrov zahodno od Celovca. Območje občine se razteza po gričevnatem in močno gozdnatem zaledju več kilometrov vzdolž obale jezera. Cesta, ki pelje ob južnem bregu Vrbskega jezera, povezuje najbolj zahodno naselje občine, Spodnje Dole (nemško Unterdellach), z jugovzhodnim delom Vrbskega jezera, kjer področje občine meji na Celovec.

### Naselja v občini
Občina je razdeljena na dve katastrski občini : Otok in Ribnico (nemško Reifnitz). V ti dve katastrski občini pa spada naslednjih osem naselij:
- Majernik  (Maiernigg) (18 prebivalcev)
- Otok (Maria Wörth) (115)
- Zgornje Dole (Oberdellach) (45)
- Ravne (Raunach) (110)
- Ribnica (Reifnitz) (569)
- Šentana  (St. Anna) (76)
- Sekira (Sekirn) (219)
- Spodnje Dole (Unterdellach) (106)

### Sosednje občine
| Teholica | Poreče | Kriva Vrba |
|          |        | Celovec    |
| Škofiče  | Hodiše |            |

## Zgodovina
Potem ko so sredi 8. stoletja v takrat slovensko kneževino Karantanijo prispeli prvi krščanski misijonarji iz Salzburške nadškofije, je okoli leta 830 sledila prva gradnja Mariji posvečene cerkve na otoku sredi Vrbskega jezera. Gradnja cerkve je bila vodena iz opatije v Innichenu, ki je bila ustanovljena na sami meji takratnega germansko-slovanskega stika v namen pokristjanjevanja Karantanskih Slovencev. Polotok, na katerem se danes nahaja priljubljena romarska gotska cerkev, je bil vse do leta 1770 dejansko otok sredi jezera, o čemer priča tudi staro slovensko ime kraja. Nemško ime kraja, Maria Wörth, je povzeto po prvi pisni omembi cerkve na otoku, ki se v listini iz leta 894 navaja kot Maria Werd. Beseda Wörth ali Werder v stari nemščini označuje nekaj podobnega kot beseda Otok v slovenščini - torej kos zemlje, obdan z vodo.
Cerkev je služila za prenos relikvij  svetnikov Primoža in Felicijana in je igrala pomembno vlogo v pokristjanjevanju takrat  slovenske vojvodine Koroške. Okoli leta 1150 je freisinški škof Oto na Otoku ustanovil semenišče za duhovnike, majhna Zimska cerkev pa je bila zgrajena kot kapela ob glavni semeniščni cerkvi. Leta 1399 je obe leseni cerkvi uničil požar, kasneje pa so ju ponovno zgradili v gotskem slogu, kakor ju poznamo do današnjih dni. Freisinški škofi so postopoma izgubili svoj vpliv nad Koroško in okoli leta 1500 je bil celoten kompleks priključen opatiji v Millstattu, ki so jo od leta 1598 vodili jezuiti. 
Leta 1770 je bil zgrajen umetni odtok iz Vrbskega jezera, Jezernica (nemško Glanfurt), ki še danes odvaja vodo iz jezera mimo Celovca do reke Gline. Posledično je gladina jezera upadla, Otok pa se je povezal s celino in postal polotok.
Ko so leta 1773 Habsburžani pregnali jezuite iz Avstrijskih dežel, je bila opatija v Milstattu razpuščena, Otok pa je bil predan v upravljanje ponovno vzpostavljeni benediktinski opatiji Sv. Pavla iz Labota. Leta 1850, ko so bile na Koroškem ustanovljene civilne občine, je bilo ozemlje takratne katastrske občine Otok razdeljeno med sosednji občini Škofiče in Hodiše. Šele leta 1903 je bila iz teh področij ustanovljena današnja občina Otok, katere meje so se v kasnejših desetletjih le malo spreminjale. 
Celotno območje občine Otok je bilo vse od časov Karantanije poseljeno z večinskim slovensko govorečim prebivalstvom. Občina je bila leta 1920 del cone A plebiscitnega ozemlja. Okoli tretjina prebivalcev občine je takrat glasovala za združitev z matičnim narodom oz. za priključitev Jugoslaviji, dve tretjini pa za nedeljeno Koroško v okviru Avstrije.

## Prebivalstvo

### Zgodovinska slika
Po zadnjem Avstro-Ogrskem popisu prebivalstva iz leta 1910 je okoli 42% prebivalcev takratne občine Otok (Maria Wörth) navedlo slovenščino kot svoj vsakdanji pogovorni jezik.
| Občina           | Število slovensko govorečih 1910 | Število nemško govorečih 1910 |
| ---------------- | -------------------------------- | ----------------------------- |
| Otok/Maria Wörth | 264 (42%)                        | 366 (58%)                     |

### Danes
Po popisu prebivalstva iz leta 2001 je imela občina Otok 1.258 prebivalcev, od tega jih je imelo  93,5 % avstrijsko, 3,3 % nemško, 1,2 % bosansko in 1,0 % hrvaško državljanstvo. 
80,6% prebivalstva se izreka za katoličane, 7,2% za evangeličane in 1,0% za muslimane. 7,8% prebivalstva se ne prišteva k nobeni od uradnih veroizpovedi.
Po popisu iz leta 2001 se je 1,1% prebivalcev občine Otok izreklo za pripadnike slovenske narodne skupnosti. Otok je bil še v začetku 20. stoletja del strnjenega slovensko govorečega ozemlja Južne Koroške, o čemer pričajo tako uradni podatki takratnih popisov, kot tudi številna slovenska krajevna imena, kultura in navade prebivalstva. Področje okoli Otoka je bilo vsaj od začetka 20. stoletja dalje, kot ena za nemške turiste najbolj priljubljenih destinacij na Koroškem, relativno zgodaj deležno načrtne in nenačrtne germanizacije. Podobno usodo so delili večinoma tudi ostali slovenski kraji okoli Vrbskega jezera in v plebiscitni coni B, ki jih avstrijska država dandanes, kljub njihovi izpričani in še do nedavnega slovenski podobi, praktično ne obravnava več niti kot dvojezično ozemlje. 

## Kultura in znamenitosti
- Župnijska in nekdanja samostanska cerkev Svetih Primoža in Felicijana leži na najvišji točki polotoka. Cerkev, ki je bila domnevno v svoji prvotni leseni podobi dokončana za časa freisinškega škofa Walda (škofoval med 884–906), je bila prvič omenjena v pisnih virih leta 894 kot Maria Werd, oziroma slovensko Marija na Otoku. Od konca 9. stoletja dalje je bila pražupnija in misijonsko središče freisinške škofije za pokristjanjevanje slovenskih Karantancev. Današnja gotska cerkev z romanskim jedrom je služila za prenos (latinsko Translatio) relikvij mučencev Sv. Primoža in Sv. Felicijana. Danes je cerkev veliko romarsko središče, zaradi svoje idilične lege ob obali Vrbskega jezera pa tudi ena od najbolj priljubljenih cerkva na Koroškem za birmanja in poroke.

- Zimska cerkev (imenovana tudi  Cerkev Rožnega venca) leži zahodno in nekoliko pod župnijsko cerkvijo. Je manjša, obdana s pokopališčem in zidom,  in kot taka zgrajena v stilu zgodnjesrednjeveških cerkva. Domneva se, da se pisna omemba posvetitve Marijine cerkve iz leta 1155 nanaša na današnjo Zimsko cerkev, vendar to ni gotovo.

- Leta 1898 zgrajeni Grad Ribnica (nemško Schloss Reifnitz) , imenovan tudi „Mali Miramar“ po svojem tržaškem predhodniku, leži na tankem pasu kopnega na severnem robu Ribniškega zaliva.

- Vila Schwarzenfels v Majerniku je bila zgrajena leta 1893/94 kot počitniška vila po načrtih dunajskega arhitekta Friedricha Theuerja. Dvonadstropna vila v historizirajočem slogu „staronemške usmeritve“ se nahaja na dominantni legi na visoki terasi nad jezerom in priča o prvih začetkih nemškega meščanskega turizma iz 19. stoletja, ki je v kasnejših desetletjih preplavil vso okolico Vrbskega jezera .

- Jedvovca (nemško Pyramidenkogel), 851 metrov visok hrib nad Vrbskim jezerom, na katerem je postavljen 54-metrski razgledni stolp.

## Gospodarstvo in infrastruktura
Gospodarstvo občine Otok sloni skoraj popolnoma na poletnem in romarskem turizmu. Čeprav so številke od vrhunca v 50-ih letih 20. stoletja že močno upadle, gre še vedno za okoli 330.000 nočitev na leto. 

## Politika

### Občinski svet
Občinski svet občine Otok ima 15 članov. Na volitvah leta 2009 se je izoblikoval takole:
- 6 sedežev Koroški Svobodnjaki (FPK)
- 4 BMWL
- 3 sedeži Socialdemokratska stranka Avstrije (SPÖ)
- 2 sedeža Avstrijska ljudska stranka (ÖVP)

Od leta 1997 je župan Adolf Stark (BZÖ, Zveza za prihodnost Avstrije).

## Grb
Grb, ki je bil občini podeljen 14. februarja 1983, vsebuje več komponent, vzetih iz zgodovine in drugih značilnosti kraja. Modri ščit, zlati valovi in riba simbolizirajo lego občine na obalah Vrbskega jezera in blaginjo, ki sta jo prinesla tujski promet in turizem. Zlati lilijasti križ  predstavlja kulturno dediščino misijonskega središča freisinških škofov. Nenavaden je ščit trikotne oblike, ki se sicer na Koroškem pojavlja le v občinah z viteško tradicijo.
Uradni blazon otoškega grba se glasi:
„V modrem trikotnem ščitu zlat lilijasti križ nad valovno črto, na dnu ščita zlata riba v vodoravnem položaju.“
Zastava je modro-rumena, z vključenim grbom.

## Sestrska mesta
- Nemčija, Freising (od 1978)
- Italija, Codroipo
- Španija, Aretxabaleta (od 1990)

## Povezave
- Gemeinde Maria Wörth
- Podatki za Otok, Koroška. V: Statistik Austria.